# Ruellia multifolia
Ruellia multifolia är en akantusväxtart som först beskrevs av Christian Gottfried Daniel Nees von Esenbeck, och fick sitt nu gällande namn av Gustav Lindau. Ruellia multifolia ingår i släktet Ruellia och familjen akantusväxter. Utöver nominatformen finns också underarten R. m. viscosissima.